# Horns udde

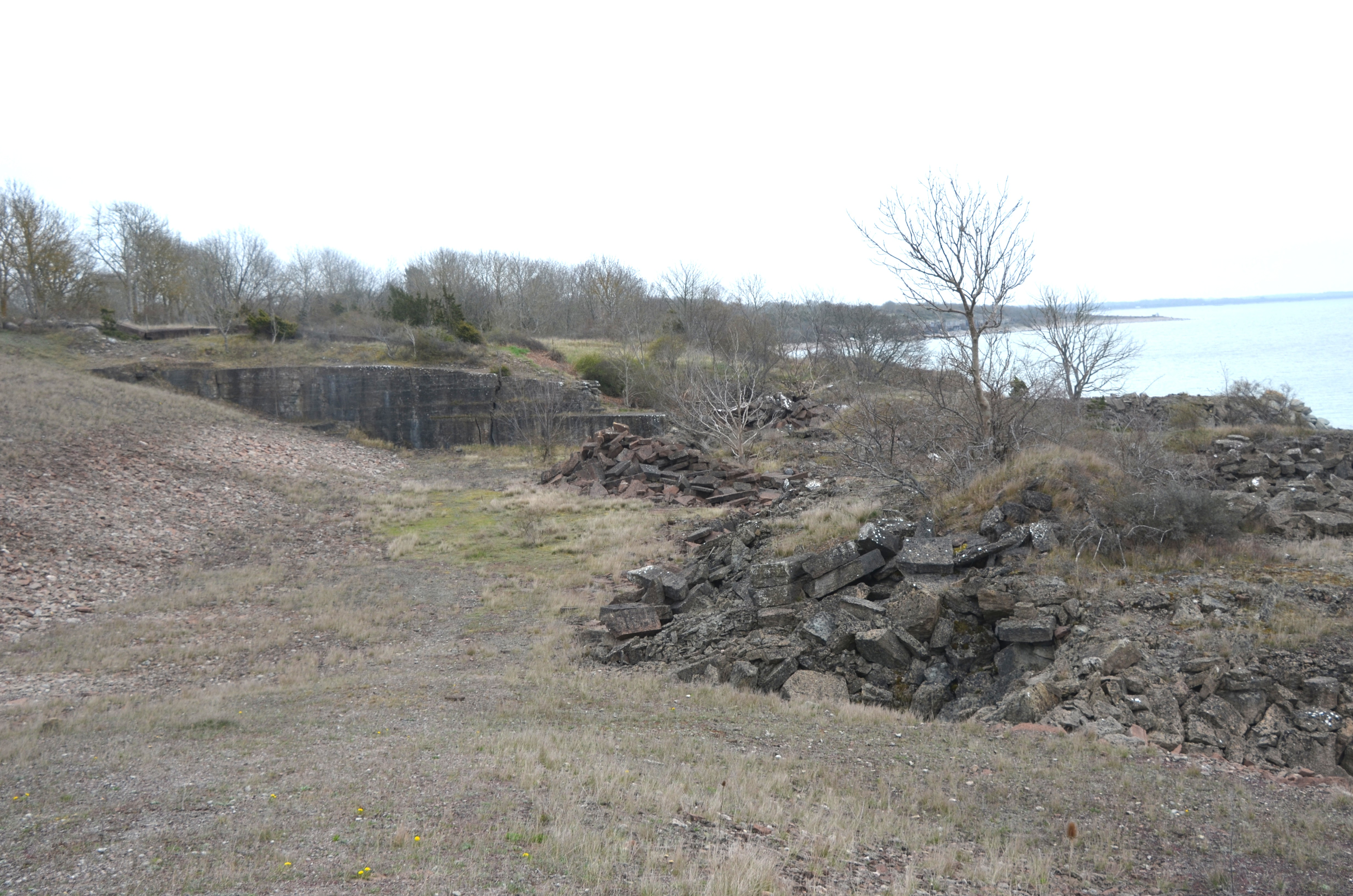
Kalkstensbrott på Horns udde

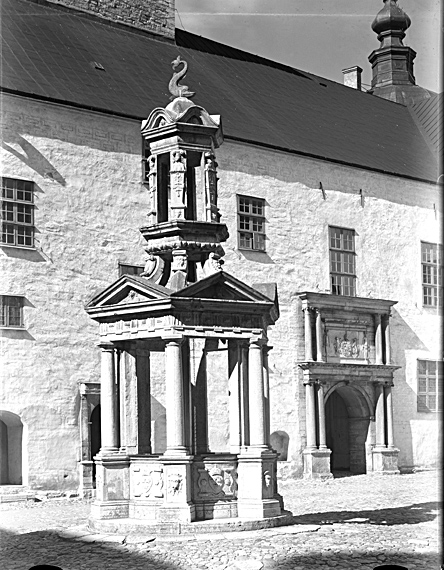
Brunnen på inre borggården på Kalmar slott, skapad i stenhuggarmästaren Roland Mackles verkstad 1578 av ölandskalksten

Horns udde ligger på västra sidan av norra Öland, nästan i höjd med Blå Jungfrun. Större delen av udden ingår i naturreservatet Horns kungsgård.
Ölands berggrund består av kalksten. På flera platser, som Horns udde, framträder berggrunden som en klintkust. Horns udde har en sex-sju meter hög, överhängande strandklint med lossbrutna grova block efter bergras i strandlinjen.
Horns udde var tidigare centrum för brytningen av ölandskalksten. På initiativ av Gustav Vasa och hans söner organiserade och drev Kronan från 1500- talet Dälje stenhuggarby, som producerade sten och skulpturdetaljer till tidens slottsbyggnadsprojekt, som Stockholms slott (Tre Kronor), Borgholms slott och Kalmar slott. Röd kalksten bryts fortfarande på Horns udde, numera av Naturstenskompaniet. 
I det äldre, restaurerade stenbrottet, finns gott on större vattensalamandrar och flodkräftor. Försök gjordes 2003–2006 att där sätta ut grönfläckig padda, som år 2000 betraktades som utdöd på Öland.
Vid Horns udde finns en av Ölands bästa lokaler för övervintrande lommar och gråhakedoppingar, samt framför allt svärtor.

## Hornsuddes fyr

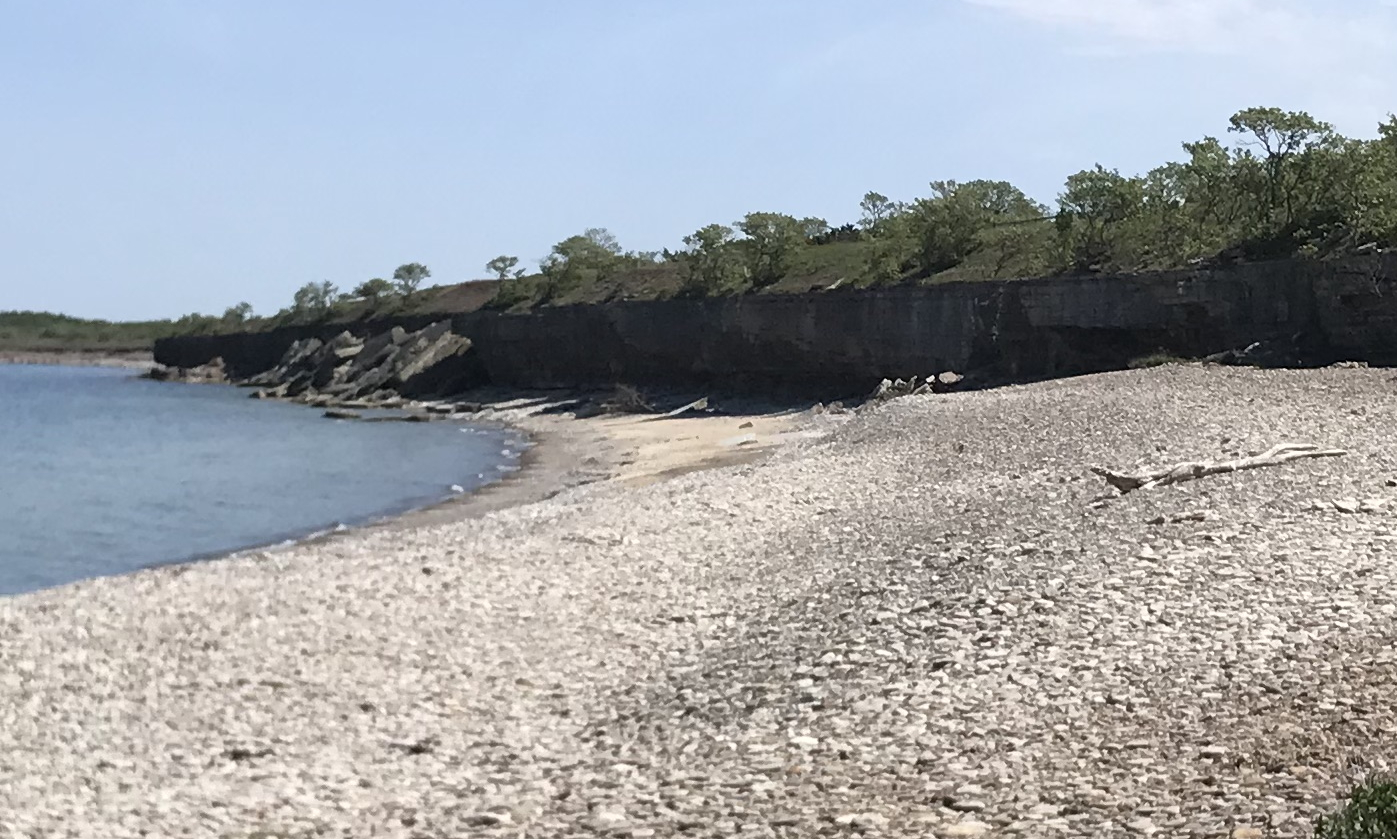
Klintkusten vid Horns udde

På Horns udde finns en idag släckt fyr, som anlades 1893 med en veklampa. Den fick AGA-ljus med lins 1941. Den har tio meters lyshöjd och står i en vit fyrkur.

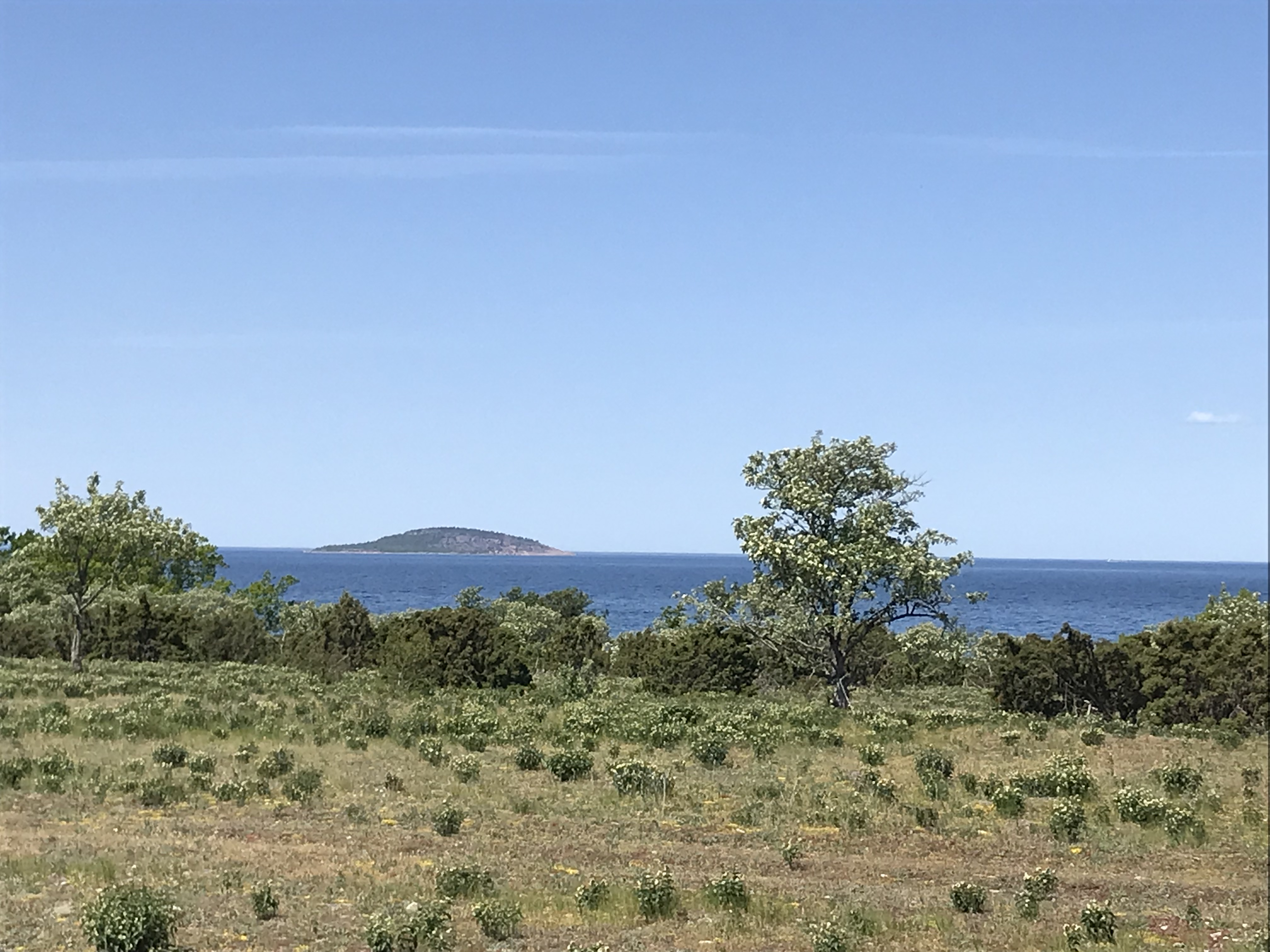
Utsikt mot Blå Jungfrun från Horns udde